# 君といた空
君といた空（きみといたそら）は、上野優華のデビューシングル。2013年7月24日にキングレコードから発売された。

## 解説
自身が主演した映画『トイレの花子さん 新劇場版』（山田雅史監督）の主題歌。豪華盤（CD+DVD）と極上盤（CD+写真集）の2タイプでリリースされた。
ミュージック・ビデオは村上純（しずる）が監督した13分13秒の作品。MVには池田一真（しずる）が上野の相手役を演じた他、おばたのお兄さんもカメオ出演している。
3曲目（カップリング）の「サマープリズム」はアルバム『U colorful』には収録されていない。

## 収録曲

### 通常盤/豪華盤
CD
1. 君といた空 [4:04]
（作詞：斉藤栞、作曲：加藤裕介、編曲：川端良征）
  - 映画『トイレの花子さん 新劇場版』主題歌
2. ありがとうを君へ [4:50]
（作詞：宇津本直紀、作曲：吉木絵里子、編曲：REO）
  - 愛媛朝日テレビ『全国高等学校野球選手権愛媛大会』公式テーマソング
3. サマープリズム [5:37]
（作詞：小山哉枝、作曲：UZA、編曲：鐘撞行孝）
4. 君といた空（off vocal ver.）
5. ありがとうを君へ（off vocal ver.）
6. サマープリズム（off vocal ver.）

DVD
1. 君といた空（Music Video）
2. 君といた空（with Short Story）
3. 君といた空（with Short Story メイキング映像）

### 数量限定生産盤/極上盤
CD
1. 君といた空
2. ありがとうを君へ
3. 君といた空（off vocal ver.）
4. ありがとうを君へ（off vocal ver.）